# Pula
Pula (slovinsky Pulj, italsky Pola, maďarsky Póla) je chorvatské město, které se nachází na západě země, v jižní části Istrijského poloostrova, 70 km jihozápadně od Rijeky, 87 km jižně od Terstu a 137 km severozápadně od Zadaru. Je jedním z chorvatských přístavů na břehu Jaderského moře; díky značnému počtu historických staveb, především z období antiky, je Pula rovněž i turistickou destinací.
V roce 2012 zde žilo 57 053 obyvatel. Pula je největším městem Istrijské župy (avšak nikoliv jejím správním střediskem), hospodářským a kulturním centrem chorvatské části Istrie. 

## Název
Římský název města zněl „Pietas Iulia“, v celé délce potom „Colonia Pietas Iulia Pola“, který je doložen z 40. let 1. století před naším letopočtem. Předpokládá se, že název „Pola“, který je používán v italštině má předrománský původ a byl přejat do latiny. Z římského jména později zůstala předrománská „Pola“, která dala vzniknout jménu města v jiných jazycích a dialektech.
Stejně jako řada dalších měst na chorvatském pobřeží Jadranu byla i Pula místem, kde se střídala impéria, jednotlivé kultury i jazyky. V starořečtině je doložen název Πόλαι. Chorvatské jméno Pula i italské jméno Pola jsou dnes uznávány jako oficiální názvy města. Od roku 1947, kdy se chorvatské jméno stalo oficiálním, se chorvatská podoba názvu běžně používá ve světové literatuře i v médiích. Obdobně jako u řady dalších měst, která měnila svůj název (např. Bratislava) však není přirozeně nový název používán v historickém kontextu především v Itálii. Historické německé jméno Polei se používalo hlavně během období rakousko-uherské nadvlády. Název byl však užíván poměrně krátkou dobu, neboť i německy mluvící administrativa a námořnictvo začaly užívat tehdy většinový italský název města.

## Klimatické a přírodní poměry
Město se rozkládá v blízkosti několika vrcholků, které obklopují Pulský záliv, který je přirozeným přístavem a který zasahuje až do centrální části města. Dlouhý je 5 km. Moře se rozkládá ze západní strany města; Severozápadním směrem od města se nachází souostroví Brijuni, severně obce Fažana, Valbadon a Valižana. Východně od Puly se rozkládá místní letiště, jihovýchodním směrem potom obce Medulin a Ližnjan. 
Klimatické podnebí je vlhké a subtropické. Nejvyšší průměrná teplota činí 24 °C v srpnu, nejnižší 6 °C v lednu. V zimě vane často chladný vítr bora a v létě jižní vítr Jugo/sirocco. Vítr maestral v létě vane od pobřeží k moři. 

## Historie

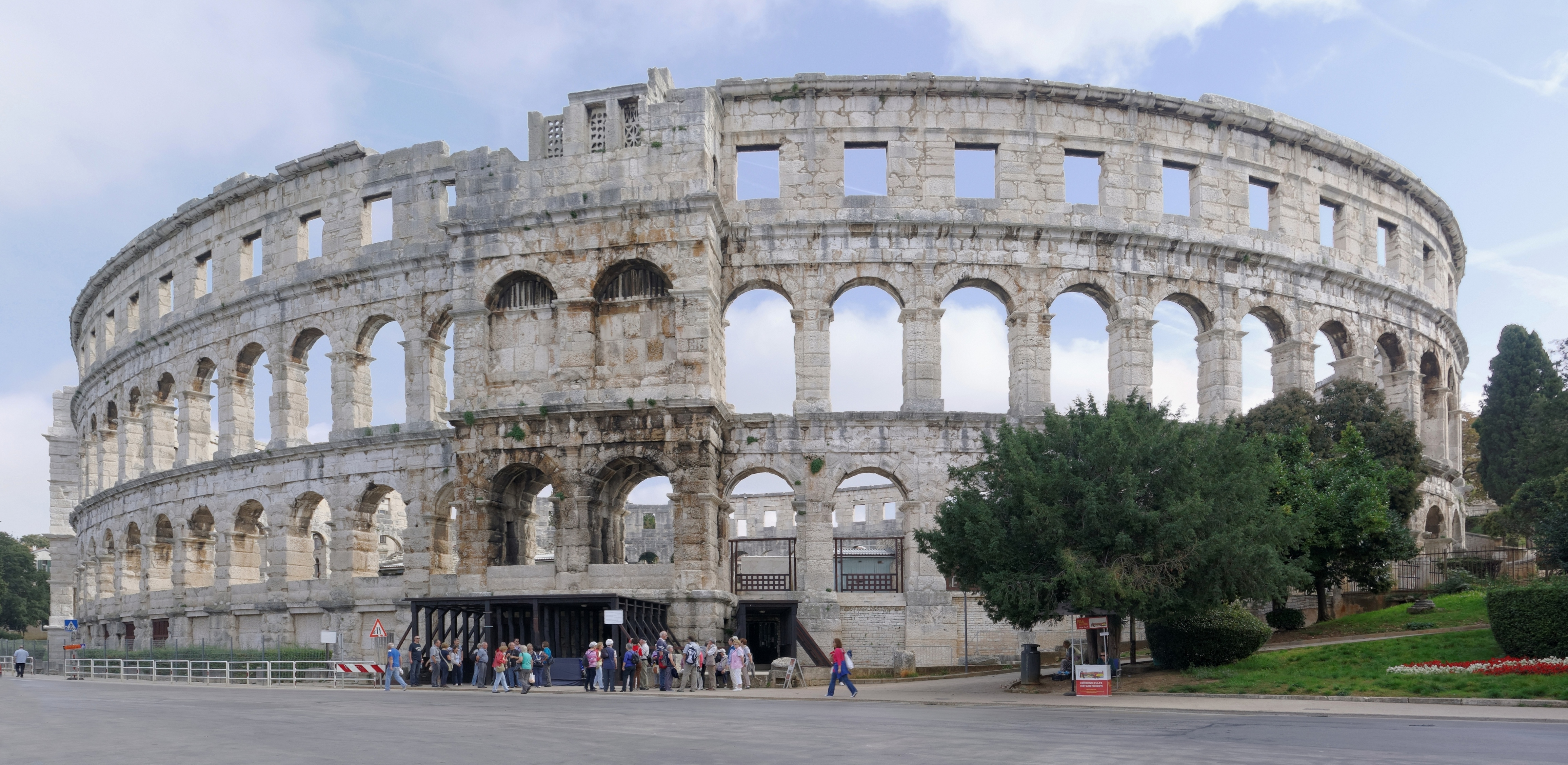
Římský amfiteátr v Pule

Trvalé osídlení na tomto místě existuje již několik desítek století. Jako první zde sídlili Ilyrové, kmen Histriů (po nichž dostal poloostrov jméno). Během archeologických průzkumů zde byly nalezeny zlomky starořecké keramiky a část sochy Apollóna. Histrové vedli již od 2. století př. n. l. války s Římany.
V 1. století př. n. l. se Římané pod vedením Julia Caesara zmocnili jižní části istrijského poloostrova a v místě současného města založili kolonii Colonia Pietas Iulia Pola. Městu se dařilo jako významnému přístavu a počet jeho obyvatel se pohyboval v desítkách tisíc.[zdroj?] Získalo řadu reprezentativních staveb typických pro římská města, např. vítězný oblouk, nacházelo se zde forum a řada paláců. Město mělo značnou úroveň samosprávy, kromě samotného intravilánu pod něj spadala i obhospodařovaná pole i v okolí. Byla uskutečněna tzv. centurizace, tedy rozdělení polí do čtverců o délce strany jedné centurie. Z této doby také pochází mnoho památek dnes hojně navštěvovaných turisty (např. amfiteátr, Herkulova brána nebo Vítězný oblouk rodiny Sergiů). Římané nechali město opevnit vysokou zdí a postavili zde řadu bran. Město mělo i své vlastní lázně v římském stylu, které byly v provozu až do 5. století, kdy vyhořely. Požáry postihovaly antické město opakovaně, v 5. století však zasáhl dle archeologického průzkumu celu řadu budov. Řada původních staveb byla rozebrána v pozdním období existence Západořímské říše, kámen posloužil na výstavbu fortifikačních prvků.
V období pádu Západořímské říše město vyplenil ostrogótský vojevůdce Odoaker. V 6. století (do roku 533) bylo po nějakou dobu součástí Ravennského exarchátu Byzantské říše. Po tuto dobu bylo město významným přístavem byzantského loďstva; z této doby se také dochoval kostel Santa Maria del Canneto. Pula byla hlavním městem thematu Benátky a Istrie, které bylo nejzápadnější v rámci říše. Poté město drželi Frankové až do roku 1077, následovala Benátčané v roce 1150. V závěru 12. století ještě dobyla Pulu Pisa, nicméně město se opět vrátilo pod benátskou nadvládu. První Slované sem přišli v 7. století, za období byzantské nadvlády. Usadili se v okolí města a postupně začali pronikat do města.
Ve středověku se o Pule zmiňuje Dante Alighieri ve své Božské komedii. 
Město bylo v průběhu 13. století místem bojů mezi jednotlivými italskými námořními republikami. Situace se uklidnila až v roce 1331, kdy jej opět získali pod svoji kontrolu Benátčané a drželi jej až do roku 1797, kdy byla republika rozvrácena. Výpady do Puly podnikala řada okolních zemí, včetně Habsburské monarchie. Ještě předtím však v období vrcholného středověku patřila Pula spolu s Koperem a Piranem mezi největší města regionu. V závěru 16. století je na základě zápisků Jacoba Soranza doloženo, že Pula byla obývána alespoň částečně slovanským obyvatelstvem. Toto obyvatelstvo bylo označováno buď pojmy "slovanský" nebo "ilyrský".
Město bylo několikrát těžce poničeno, navíc jej poškodily i různé epidemie, např. moru, tyfu nebo malárie. Nestabilita ve Středomoří, pokles obyvatel na venkově a další události měly vliv na postupnou ale stále pokračující stagnaci města. Bylo relativně malé a jedinou možností obživy bylo rybářství. Některé dochované antické artefakty byly v této době nejspíše odvezeny do Benátek. V 17. století žilo v Pule jen několik stovek lidí; v 60. letech 18. století se počet obyvatel Puly pohyboval jen někde okolo 3 000 lidí.

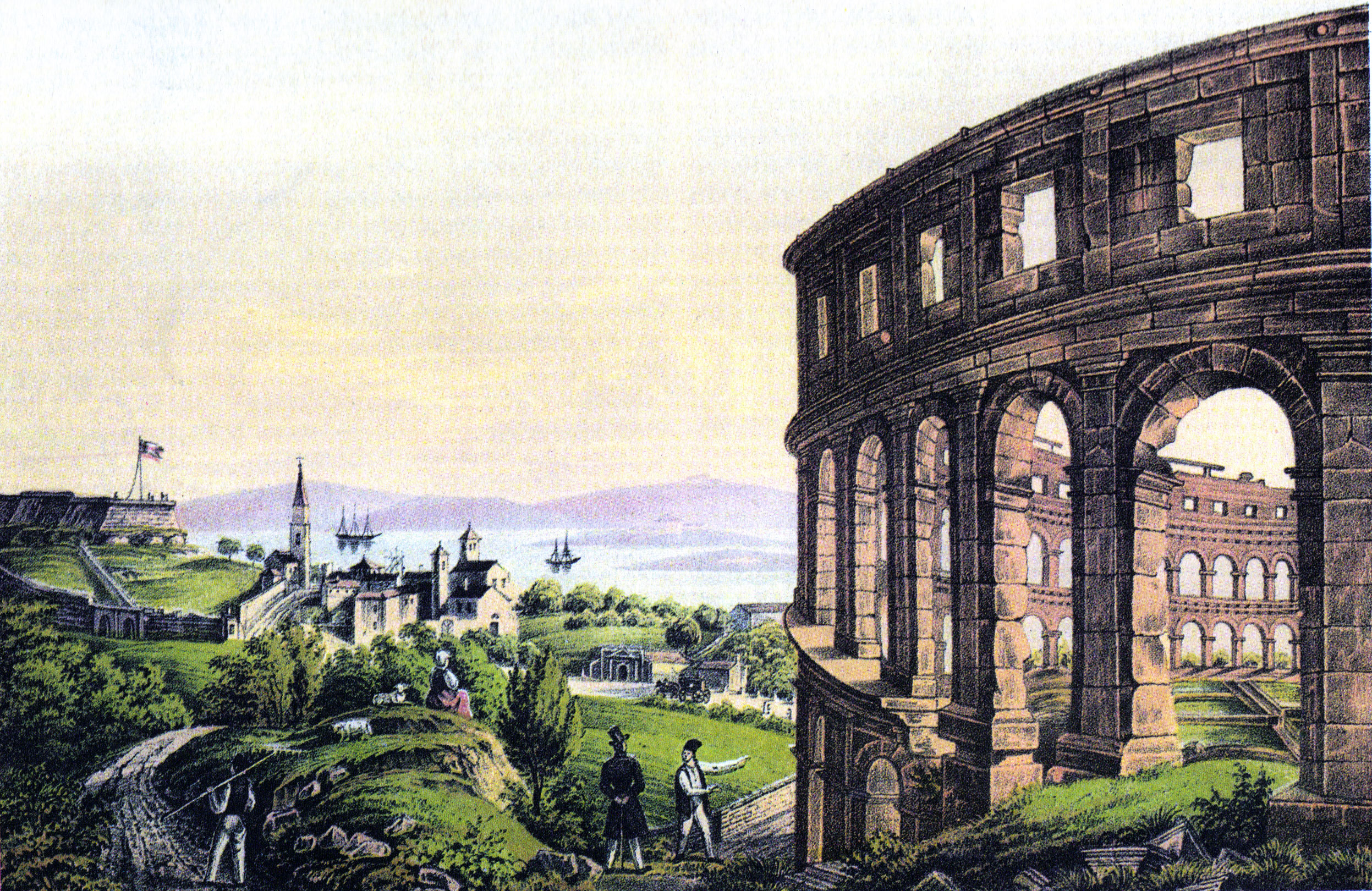
Pohled na město v roce 1840

Lodě rakousko-uherského námořnictva v Pule

První rakouská nadvláda nad Pulou trvala od roku 1797 do roku 1805. Poté, co byli Rakušané ve válce poraženi, převzali kontrolu nad Pulou Francouzi na několik krátkých, ale zato významných let (1805–1813). Pod francouzskou vládou byla Pula v letech 1805–1809 nejprve začleněna do nimi kontrolované části Itálie, a poté se v letech 1809–1813 stala součástí tzv. Ilyrských provincií. Roku 1813 se město dostalo pod nadvládu Rakouska, což bylo následně potvrzeno na Vídeňském kongresu. Město se následně stalo jedním z nejvýznamnějších rakouských přístavů, jeho okolí bylo ustanoveno jako provincie Küstenland. Po dočasné ztrátě Benátek v roce 1848 bylo rozhodnuto z Puly učinit hlavní přístav rakouského a později rakousko-uherského válečného námořnictva. Volba na Pulu padla především po ztrátě Benátska, kde došlo k protihabsburské vzpouře.
Byla zbudována nezbytná infrastruktura (např. školy a nemocnice elektrické rozvody, plynofikace, vodovod), okolo města vznikly nové linie opevnění; nově byly postaveny správní budovy a námořní arzenál, dařilo se průmyslu. Roku 1854 byly dokončeny nové silnice do města. Z okolního venkova začali do města přicházet vesničané, kteří se zde usazovali, a počet obyvatel tak rostl. Námořnictvo v době své největší slávy zaměstnávalo okolo osmi tisíc civilistů. Zatímco roku 1821 měla Pula ani ne 2 500 obyvatel, v polovině století najednou začal prudce růst. Roku 1876 byla do Puly zavedena železnice. Rakouští urbanisté pro Pulu vyprojektovali moderní ulice, byla postavena kanalizace. Urbanistický rozvoj Puly dokládají mimo jiné i mapy Třetího vojenského mapování, kdy síť pravoúhlých ulic již byla zrealizována jihovýchodně od místního přístavu a dále zde stojí také loděnice (ostrov. St. Olive, později loděnice Uljanik). Nové správní budovy vznikaly jižně od přístavu, poblíž tzv. arsenalu (opravny lodí).
Na nedaleký ostrov Lošinj se tehdy jezdila rekreovat císařská rodina. V letech 1904–1934 byla v Pule v provozu tramvajová doprava. V roce 1910 rakousko-uherské sčítání lidu napočítalo celkem 58 000 obyvatel v Pule, z toho 45,8 % mluvilo italsky, 15,2 % chorvatsky a zbytek dalšími jazyky, především německy. Nemálo obyvatelstva tvořilo především rakouské námořnictvo, které tvořila pestrá směs národů a národností celého mocnářství, včetně Čechů. Národnostní roztříštěnost však vedla k četným politickým sporům a nestabilitě; kampaním, které vedly jednotlivé komunity proti sobě a polarizaci.
V roce 1910 byla dokončena budova námořního casina, která nahradila čtyřicet let starou, již nevyhovující.
Po vypuknutí první světové války byla Pula, stejně jako řada dalších míst v regionu, centrem nepokojů. Italské a německé obyvatelstvo obviňovalo obyvatelstvo slovanské z vypuknutí války a došlo k potyčkám. Z vojenského hlediska byla Pula jedním z cílů italského námořnictva, které chtělo jejím dobytím znemožnit Rakousko-Uhersku boje na Jaderském pobřeží. I přes řadu útoků se však Italům nedařilo do města proniknout, potopit lodě v místním přístavbu nebo poškodit místní infrastrukturu. Úspěšně provedenou akci zrealizovali až v samotném závěru války, kdy byly některé lodě již předány rodícímu se jihoslovanskému státu. Italové dokázali potopit např. SMS Viribus Unitis, který byl přejmenován na Jugoslavija. Na počátku roku 1918 zde došlo ke stávce a vojenské vzpouře.
Po pádu Rakouska-Uherska připadlo město Itálii a zůstalo pod její správou po celé meziválečné období, stejně jako celá Istrie. Království Srbů, Chorvatů a Slovinců nicméně vidělo připojení města, stejně jako celé Istrie k Itálii, s velkou nelibostí. Rapallská smlouva potom nové hranice mezi oběma státy potvrdila. Italská vláda neměla potřebu dalšího rozvoje přístavu, který byl pro tehdejší Rakousko-Uhersko klíčový. Konec investic znamenal stagnaci města.
Ustanovena byla provincie v rámci Itálie, jejímž hlavním městem byla Pula. Značná část neitalského obyvatelstva emigrovala na území Království Jugoslávie nebo do dalších zemí bývalého Rakousko-Uherska. V roce 1921 tak v Pule žilo 38 591 obyvatel. Italské obyvatelstvo přivítalo připojení ke své vlasti, pro obyvatelstvo chorvatské však byly podmínky nešťastné, zhoršily se především po nástupu fašismu. Již v roce 1920 však útočníci vtrhli do budovy chorvatského Lidového domu a zbili místní slovinské a chorvatské politiky. V témže roce byla také v Pule založena fašistická organizace. Ač relativně málo početná, svoje aktivity začala rozšiřovat do celé oblasti istrijského poloostrova.
V roce 1926 byly uzavřeny školy vyučující v chorvatském jazyce a další instituce slovanské menšiny. Ve snaze posílit italský prvek ve městě bylo řadě Italů z jiných částí země umožněno přesídlit do Puly. V roce 1931 počet obyvatel města činil 44 219.
Za druhé světové války byla Pula italským městem až do roku 1943, kdy jej po kapitulaci Itálie obsadil Wehrmacht. Německé převzetí vedlo k tomu, že spojenci město v letech 1944–1945 bombardovali, cílem byl především místní přístav. Letecké údery postihly také obytné budovy na starém městě. Zahynulo při nich několik stovek lidí. Aktivní byly rovněž i partyzánské oddíly, které se po kapitulaci Itálie formovaly v Pule i jejím okolí. Partyzáni zde vydávali noviny s názvem Vijesti. Jen v prvních třech měsících roku 1944 odešlo z Puly okolo tisíce lidí do partyzánských jednotek, které působily mimo území Istrie. Dne 5. května 1945 do Puly vstoupily jednotky partyzánského vojska. Do několika dnů však museli předat město spojeneckému velení. 

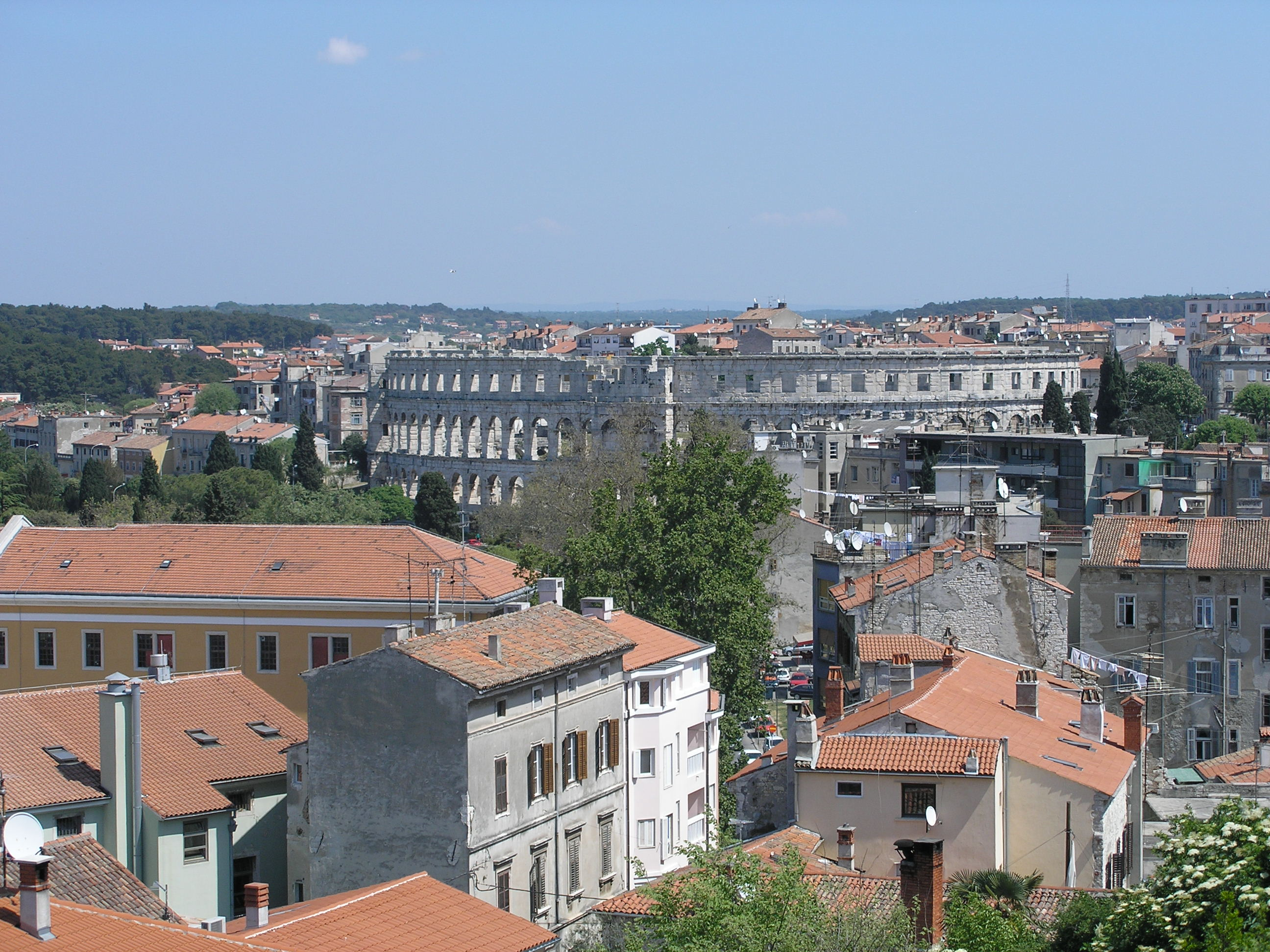
Pohled na město s římským amfiteátrem

V roce 1945 byla Pula připojena s celou Istrií Jugoslávii, v rámci níž se stala součástí Chorvatské republiky. Po dva roky však byla pod mezinárodní okupační správou, přítomna zde byla britská a americká armáda. V roce 1947 byla realizována v Pule jugoslávská civilní správa, slavnostní předání se uskutečnilo dne 16. září 1947. V této době zde žilo okolo 45 000 lidí; značný počet italského obyvatelstva se nicméně po formálním předání města Jugoslávii rozhodl z města odejít. V této době došlo také k masakru ve Vergarole. 18. srpna 1946 explodovalo několik min v zátoce Vergarola. Výbuch si vyžádal 65 životů, z jeho zinscenování byla obviněna jugoslávská tajná služba OZNA.[zdroj?] Ti Italové, kteří zůstali, ustanovili nové organizace a spolky, které měly zajistit jejich aktivity jako jedné z národnostních menšin. Italština je uznávána od této doby jako menšinový jazyk; město Pula toto garantuje ve svém statutu. Do Puly se dosídlila řada lidí z celé Jugoslávie, díky čemuž přišli do Puly i Srbové nebo Bosňáci.
Po skončení války se město rozvíjelo především jako turistická destinace. V roce 1964 navštívilo Pulu okolo 38 000 návštěvníků, jak domácích, tak i zahraničních. Na nedalekém souostroví Brijuni (italsky Brioni) pobýval často Josip Broz Tito, který zde měl svoji oblíbenou rezidenci. Významným zaměstnavatelem byly i místní loděnice, které v období největšího rozvoje zaměstnávaly okolo 8 000 lidí.
V roce 1955 promluvil v Pule na veřejném shromáždění Josip Broz Tito ohledně vývoje vzájemných vztahů Jugoslávie se Sovětským svazem a jejich normalizaci po roztržce v roce 1948. V Pule měl během svého působení v nejvyšších jugoslávských funkcích ještě několik veřejných projevů.
V roce 1991 zde byla také podepsána Brionská deklarace, která ukončila válku ve Slovinsku. Pula byla během této Desetidenní války využívána jugoslávským letectvem pro provádění úderů proti slovinské Teritoriální obraně.

## Obyvatelstvo
Pula je největším městem Istrijské župy a v metropolitní oblasti (s předměstími) je domovem pro zhruba 90 000 lidí. V roce 2011 žilo v samotném městě Pula 57 460 osob. Hustota obyvatel činí 1 093 osob/km2, což představuje páté nejhustěji osídlené měst v Chorvatsku. Růst počtu obyvatel města má v Pule negativní tendenci.
V roce 2011 se 70,14 % obyvatel hlásilo k chorvatské národnosti, dále 6 % k srbské, 4,5 k italské a 3,5 k bosenské, 0,96 % k slovinské. 
64 % obyvatel se přihlásilo z náboženského hlediska k Římskokatolické církvi.

## Doprava

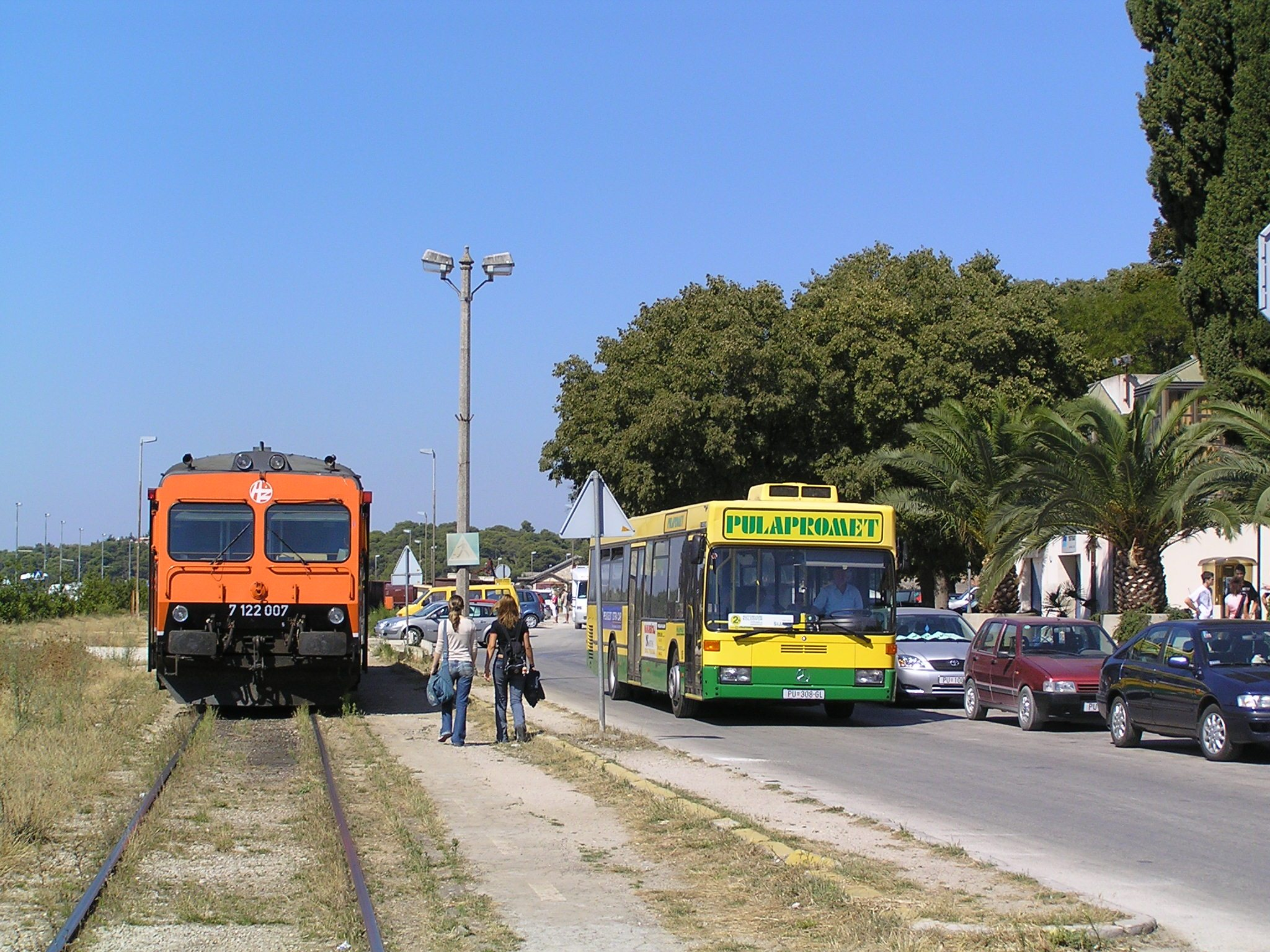
Vlak a městský autobus v Pule

Pula má vlastní letiště (IATA: PUY, ICAO: LDPL) a veliký přístav. Místní letiště však nepatří k obvyklým destinacím; většina spojů létá z italského Terstu, jenž je od Puly vzdálen vzdušnou čarou asi 100 km severním směrem. Jeho ranvej má délku přes 2900 m a mohou zde přistávat větší letadla. 
Pula je propojena dálnicí s hranicemi se Slovinskem a s Rijekou (dálnice A8 a A9). Podle tvaru se istrijská dálnice lidově označuje jako Ypsilon.
Do Puly vede jediná železniční trať (Divača–Pula), která směřuje na území Slovinska a nemá spojení se zbytkem chorvatské železniční sítě. Většinu linek meziměstské veřejné dopravy proto zajišťují autobusy. 
Pula má historicky významný přístav, v době existence Rakousko-Uherska patřila ke klíčovým přístavům monarchie. Samotný pulský přístav má rozlohu 8,5 km², nachází se na pobřeží jihozápadně od středu města a zahrnuje i čtyři menší ostrovy. Vznikl na přirozeném místě, v současné době je největším přístavem na území istrijského poloostrova. Na jednom ze zmíněných ostrovů se také nachází část loděnice (suchý a plovoucí dok) společnosti Uljanik, která se zabývá stavbou lodí. Přístav je výchozím bodem pro několik trajektových spojení s Benátkami a dalšími přístavními městy v okolí, jako je Rijeka. Z turistického hlediska má značný význam nový přístav v místní části Verudela, který slouží pro kotvení jachet,[zdroj?] a dalších lodí.
Městskou hromadnou dopravu v Pule tvoří autobusy. Provozovatelem je místní autobusová společnost Pulapromet. Hlavní autobusové nádraží pro městské autobusy a dálkové autobusy se nachází jen něco málo přes 800 metrů severovýchodně od římského amfiteátru. Devět linek městské autobusové dopravy vede do všech částí města.

## Ekonomika

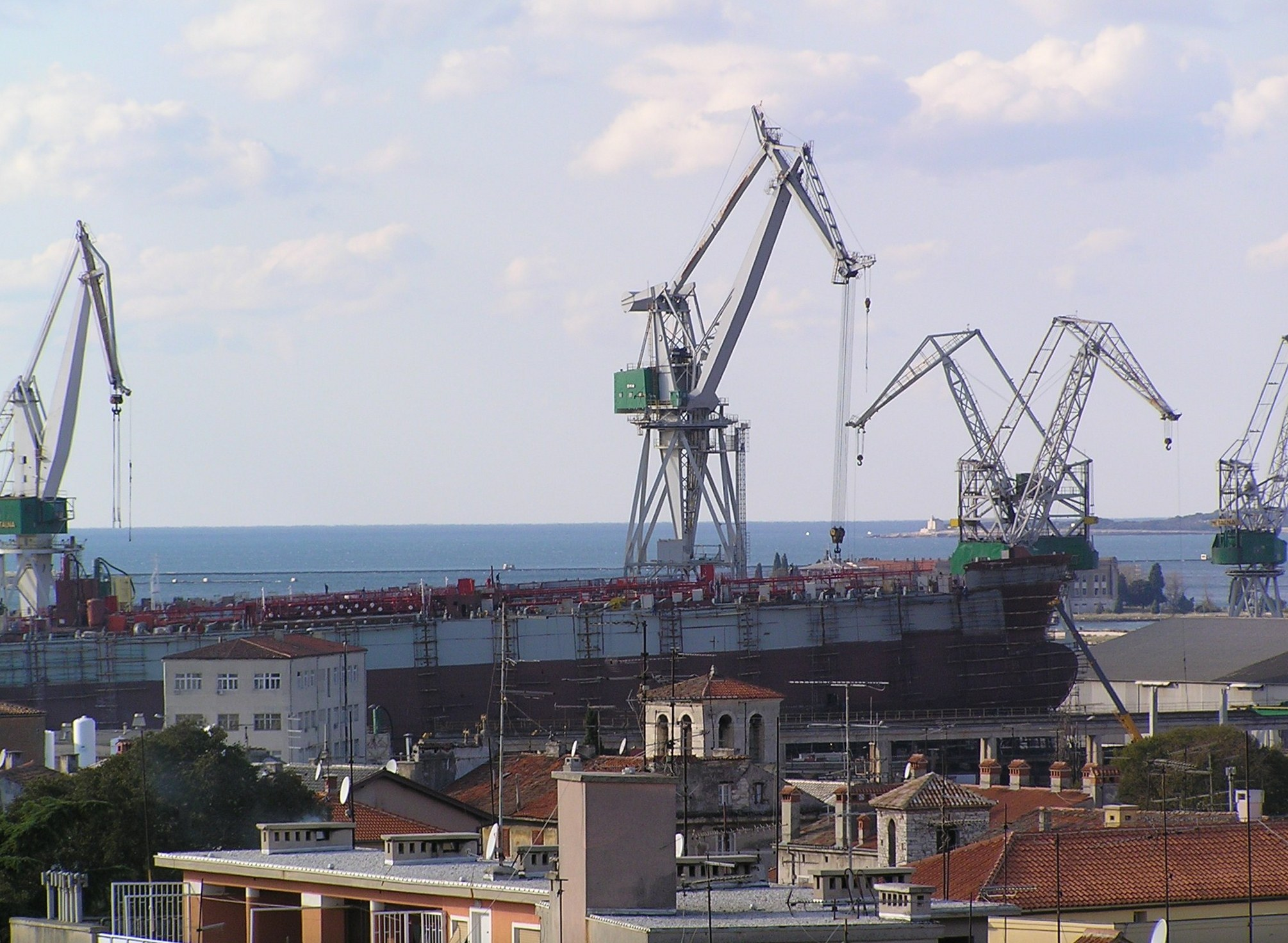
Loděnice společnosti Uljanik v Pule

Značnou část místního obyvatelstva živí především turistika, neboť Pula se nachází na atraktivním jaderském pobřeží a navíc má řadu historických památek. Průmyslové podniky, které v Pule sídlí, se zabývají především potravinářstvím (např. společnost Brionka), výroba skla (bývalá továrna Boris Kidrič), stavebnictví apod. Značnou tradici má také výroba lodí. V Pule sídlí společnosti Tehnomont a Uljanik.

## Turistika
Město je oblíbenou turistickou destinací a navštíví jej ročně okolo milionu turistů. Mezi navštěvované lokality v okolí Puly patří souostroví Brijuni (a Brijunský národní park), kde se nacházela jedna z rezidencí jugoslávského vůdce Josipa Broze Tita. 

Římský amfiteátr

Na jižním okraji samotné Puly se nachází turistické centrum Punta Verudela, nad níž se tyčí rakousko-uherská pevnost. Symbolem města a hlavní turistickou atrakcí je římský amfiteátr z 1. století n. l. Mezi místními je známý pod kratším názvem – arena. Statisíce lidí jej ročně navštíví.
V Pule se nachází také triumfální oblouk rodiny Sergiů, jenž v minulosti patřil ke Zlaté bráně. Ta však byla v 19. století zbořena a její původní název Portarata se v současné době užívá pro oblouk rodiny Sergiů.
Dvojitá brána (italsky Porta Gemina, chorvatsky Dvojna vrata) je jednou z mála bran, která přečkala bourání původního opevnění města v 19. století. Zbudována byla v polovině století druhého, tvoří je dva oblouky, sloupy apod. Součástí brány je i část původního zdiva, které uniklo stržení.
Herkulova brána pochází z 1. století n. l. a svůj název má podle hlavy Herkula, ochránce antického města. Na bráně se také nachází starý římský nápis, který však byl během staletí poškozen. Na jeho základě je však doložen vznik římského města v letech 44. až 47. př. n. l.
Augustinské forum bylo zbudováno v 1. století n. l. v blízkosti mořského pobřeží. V jeho blízkosti se nacházelo několik chrámů římských božstev. Forum se později změnilo v středověké tržiště. Část okolních zdí byla v 13. století přebudována do podoby Komunálního paláce, který se dochoval do současnosti.
Pula je posledním městem na evropské cyklotrase EuroVelo 9, která vede z Gdaňsku přes Střední Evropu až na Jaderské pobřeží.

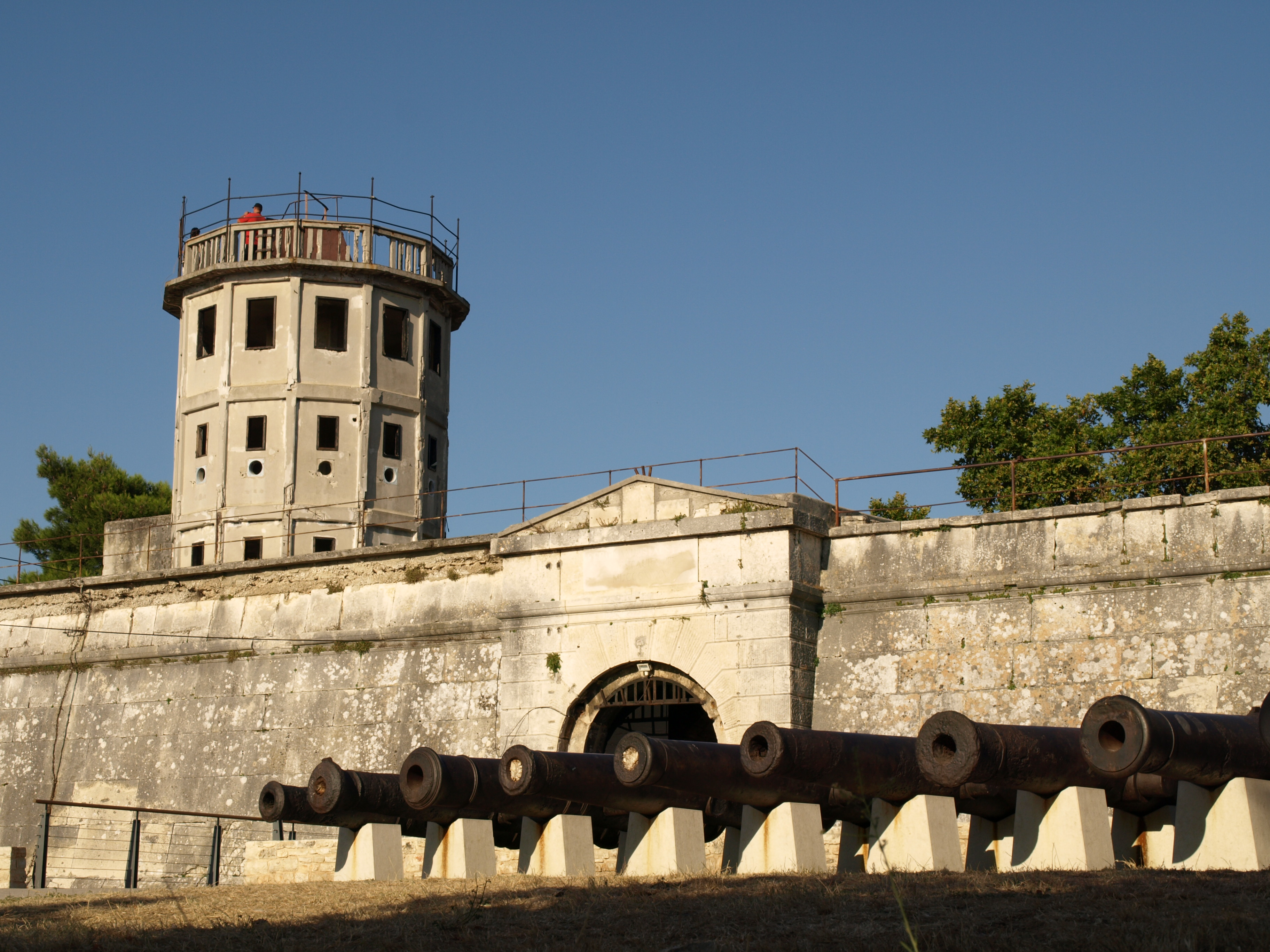
Pevnost Kaštel ve středu města
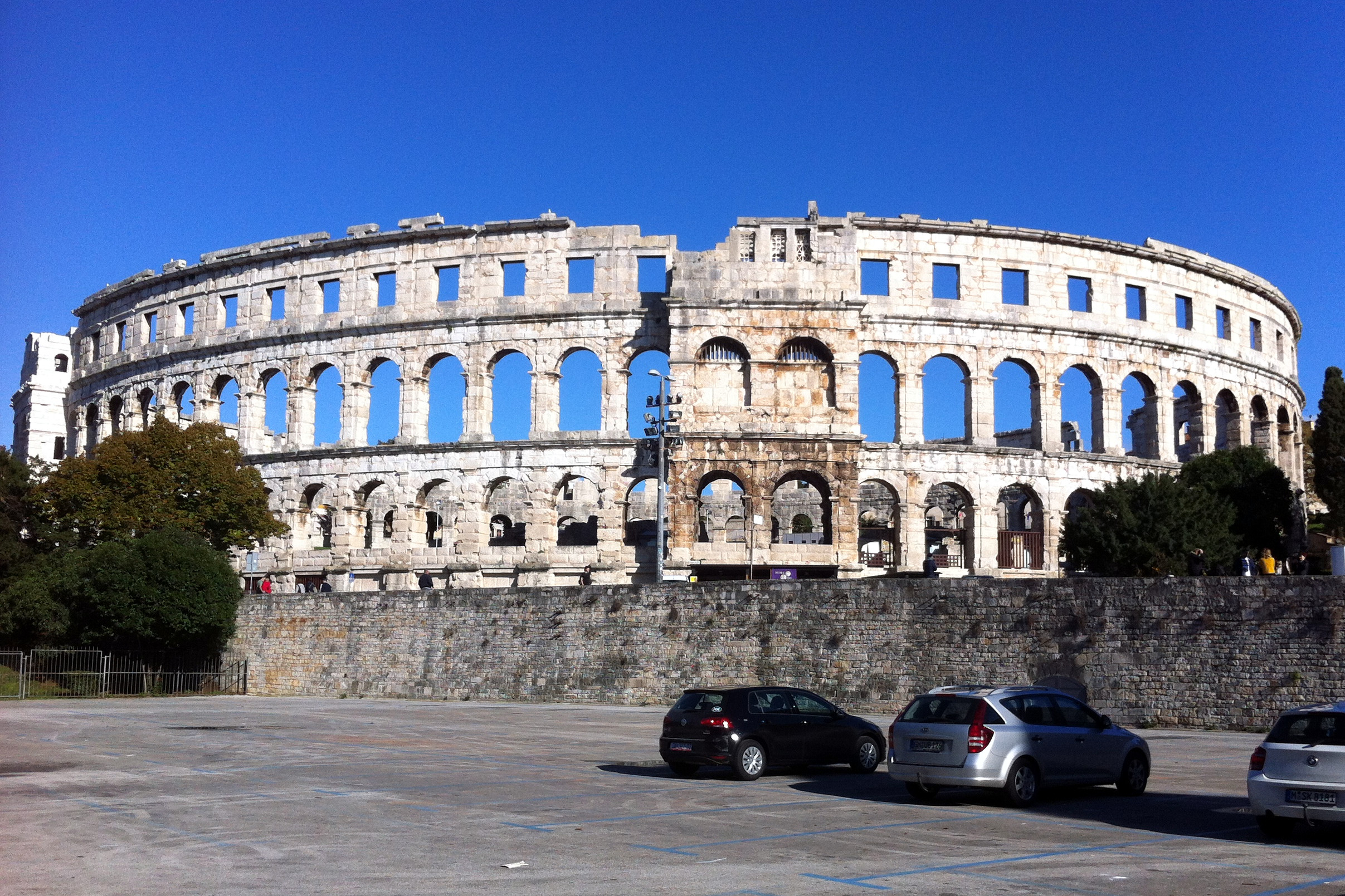
Amfiteátr v Pule
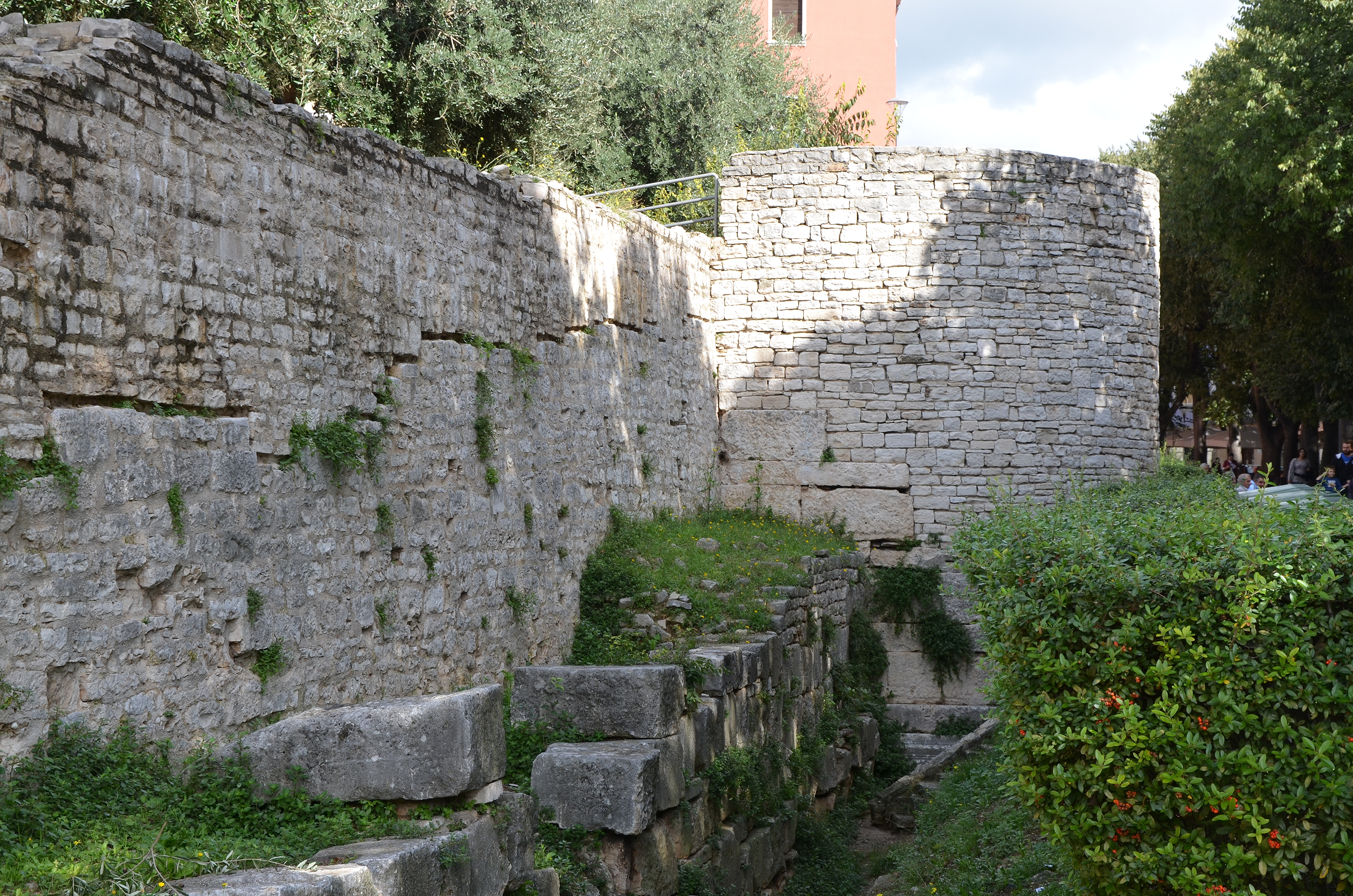
Pozůstatky městského opevnění
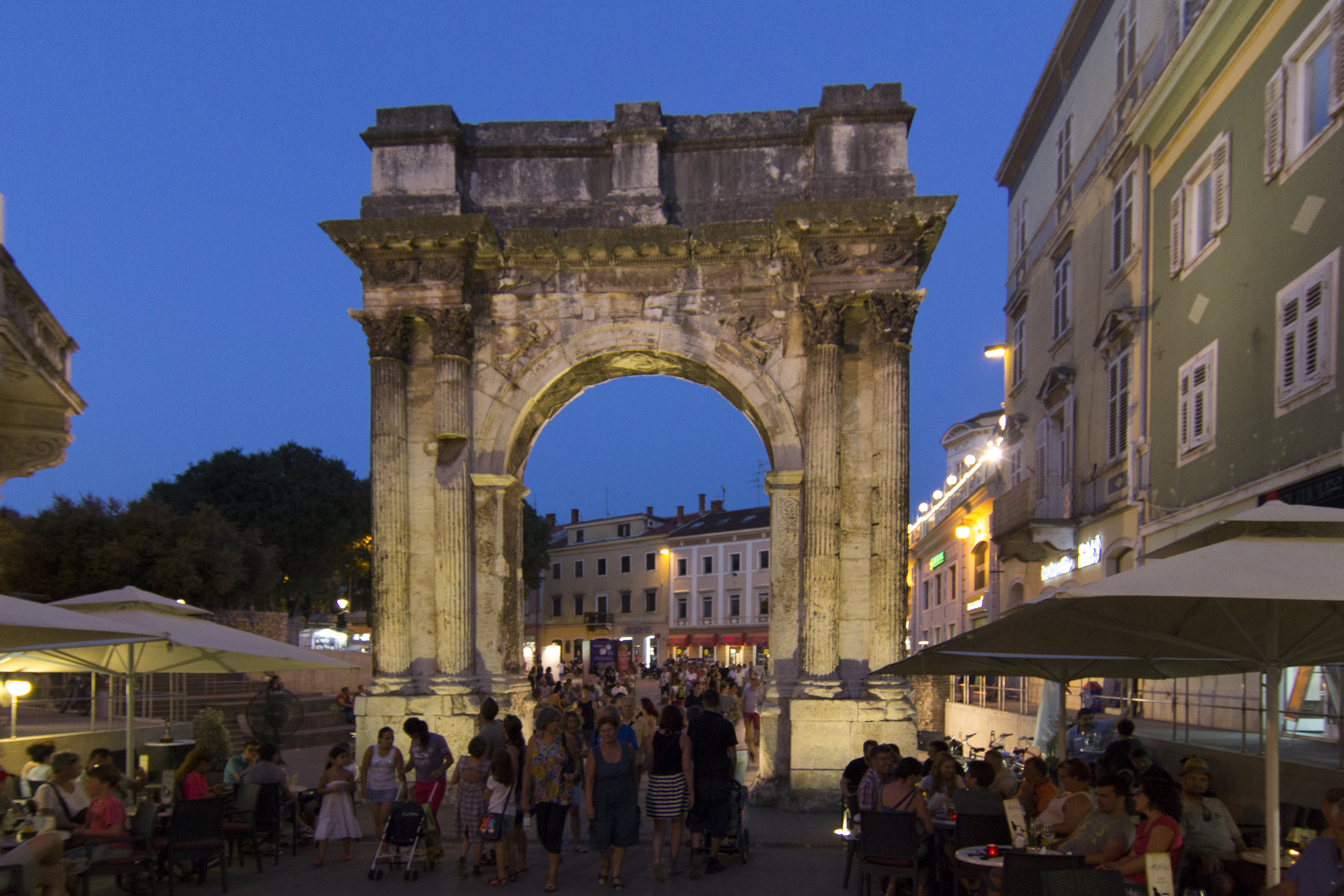
Oblouk rodiny Sergiů
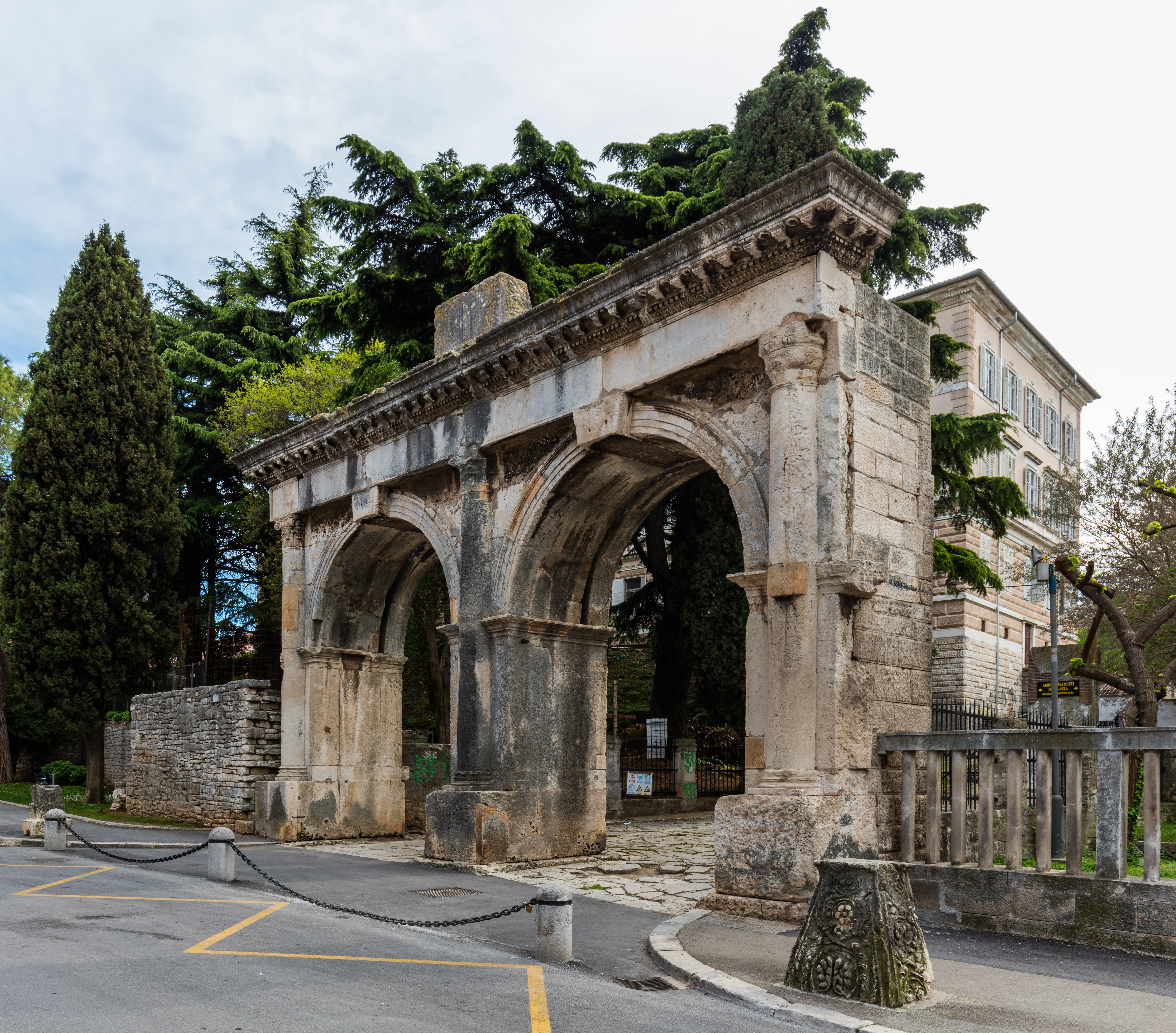
Porta Gemina
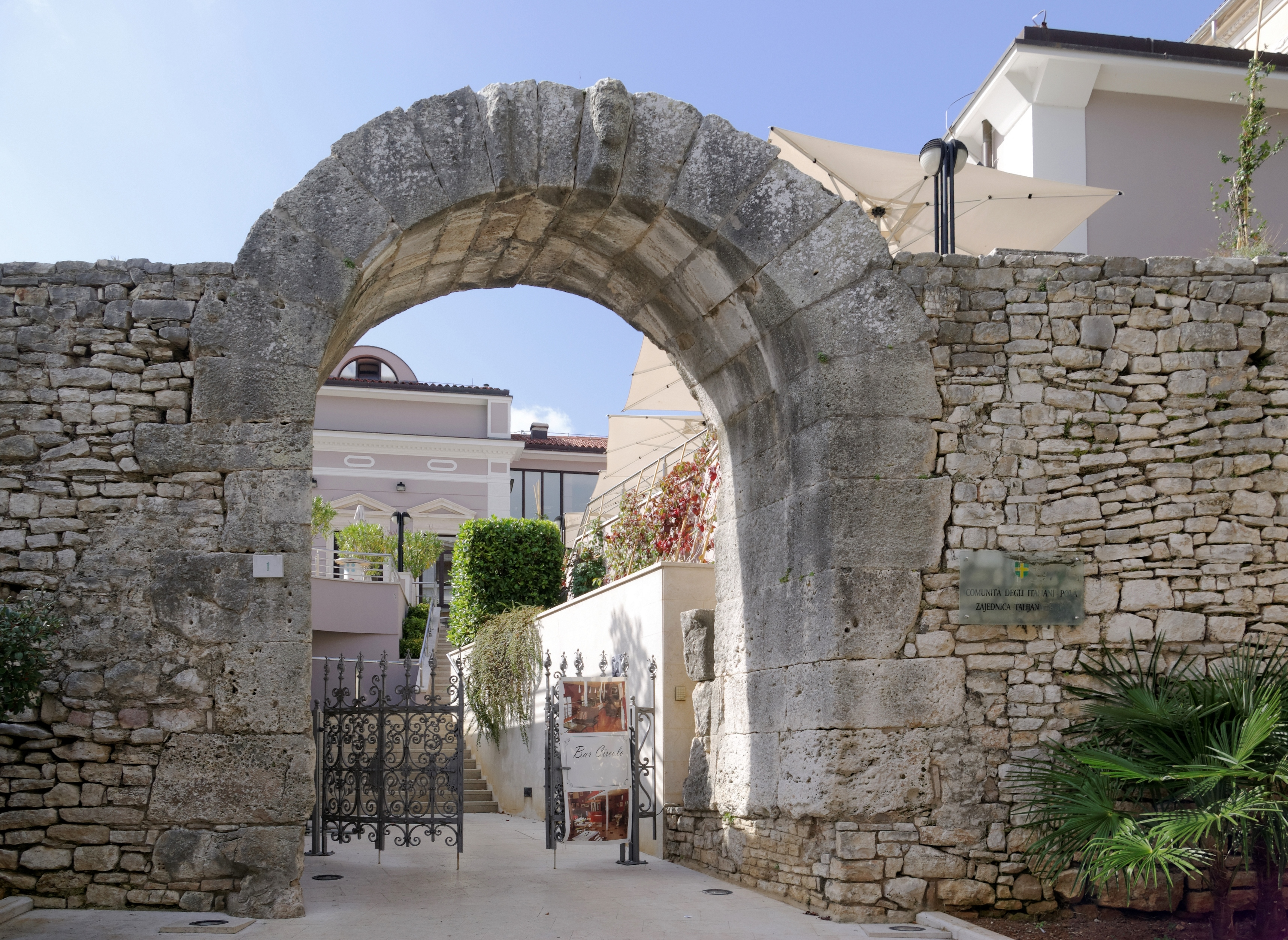
Herkulova brána
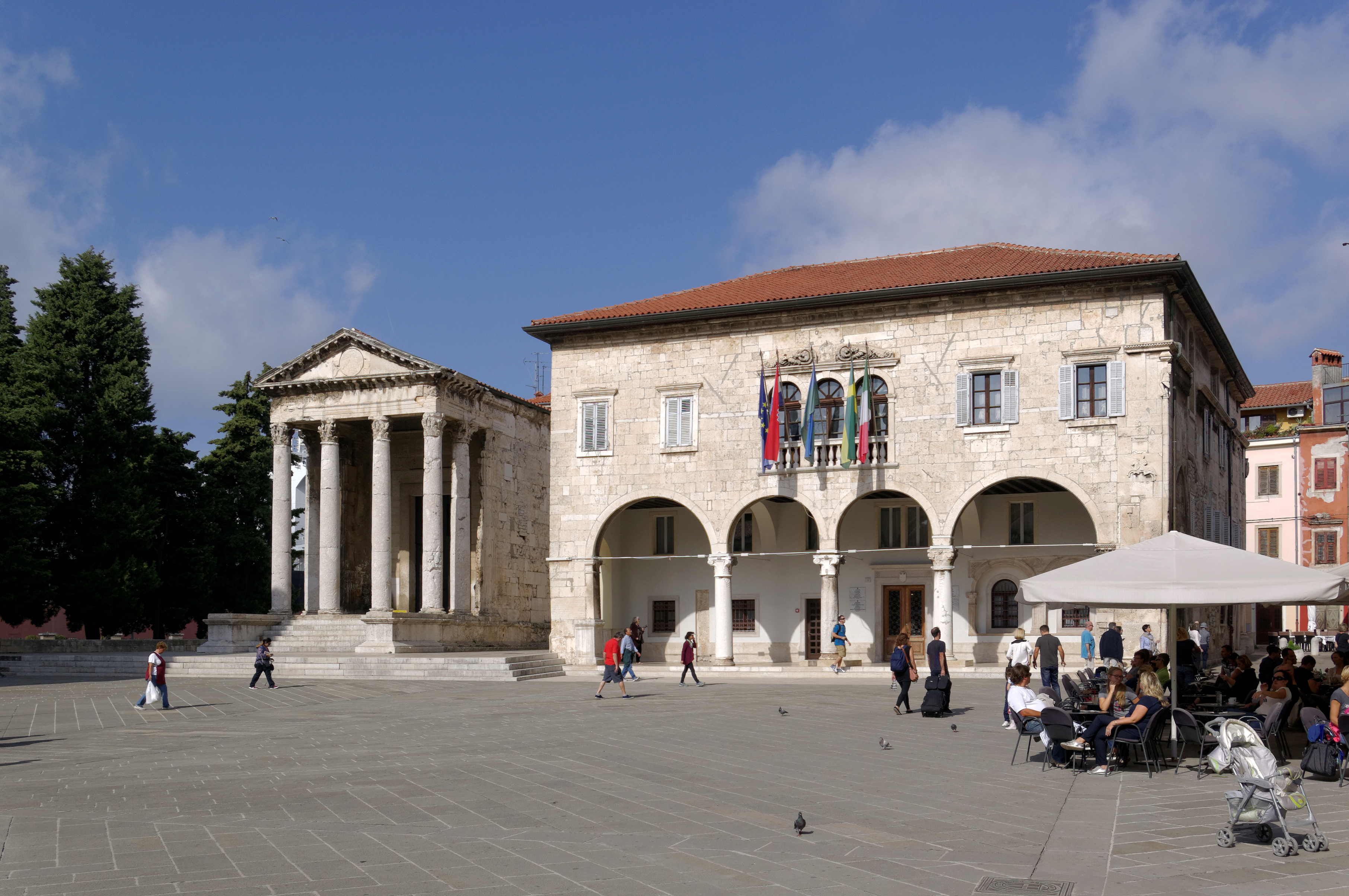
Střed města
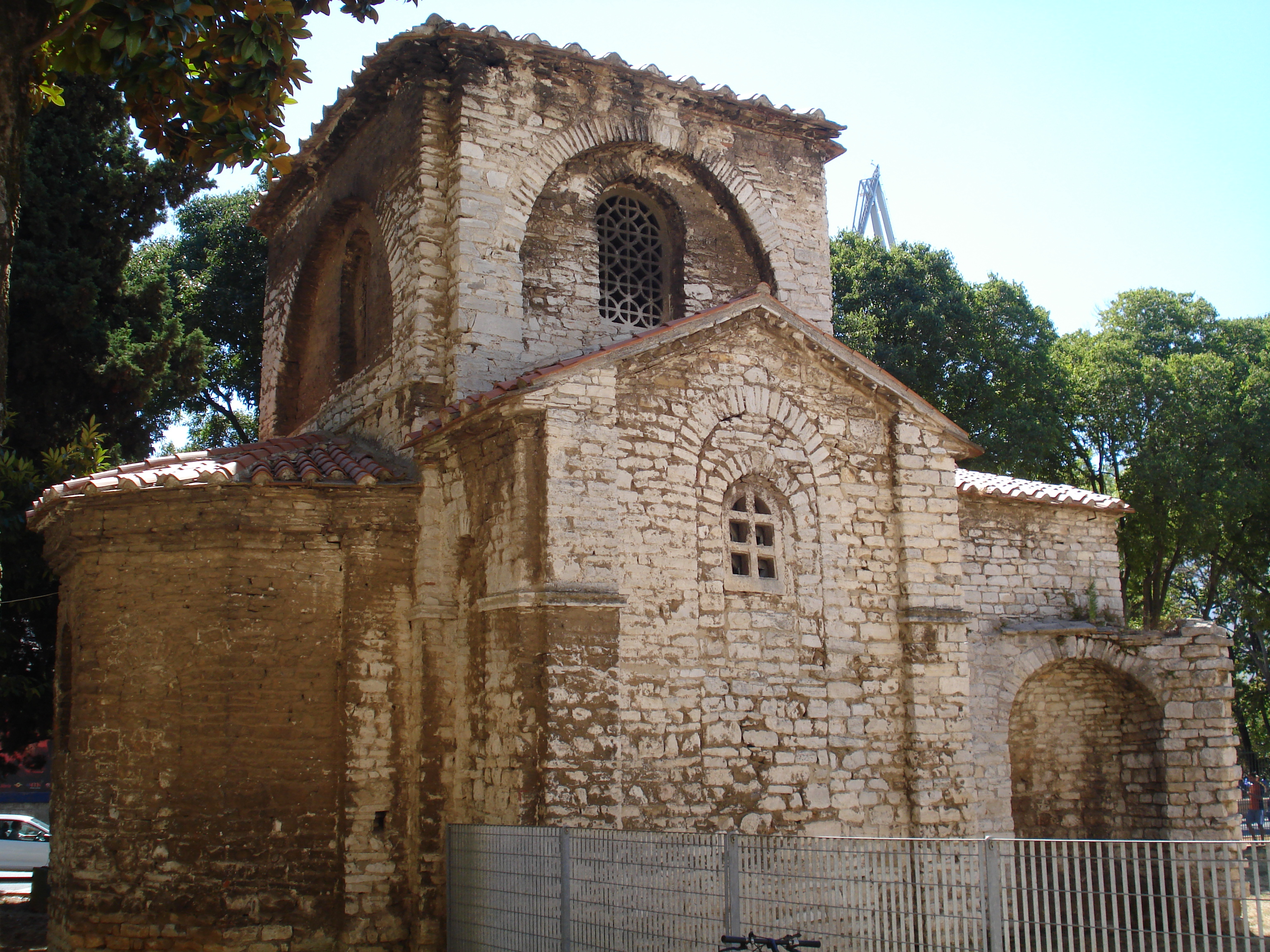
Byzantská kaple

### Náboženské stavby
Kostel Santa Maria del Canneto (Panny Marie z Formosy) byl zbudován v 6. století za období byzantské nadvlády. Kostel byl zbudován na půdorysu řeckého kříže a inspirován stavbami z Ravenny z téže doby.
Kostel sv. Františka s františkánským klášterem (chorvatsky Samostan i crkva sv. Franje) je jednolodní pozdně románský kostel z 13. století; první zmínka o něm pochází z roku 1314. Františkánský klášter byl postaven ve 14. století a vnitřní provedení má patrný římský vliv v ambitu.
Katedrála Nanebevzetí Panny Marie (chorvatsky Katedrala Uznesenja Blažene Djevice Marije) byla postavena v 6. století na místě staršího kostela, jehož pozůstatky zde byly během archeologických průzkumů objeveny. Kostel byl vzhledem k četným bojům a ničení během středověku různými způsoby přestavován až do 16. století.
Pravoslavný kostel sv. Mikuláše (srbsky Pravoslavna crkva sv. Nikole) pochází rovněž ze 6. století. Kostel má některé ikony z 15. a 16. století a ikonostas z 18. století.

## Kultura

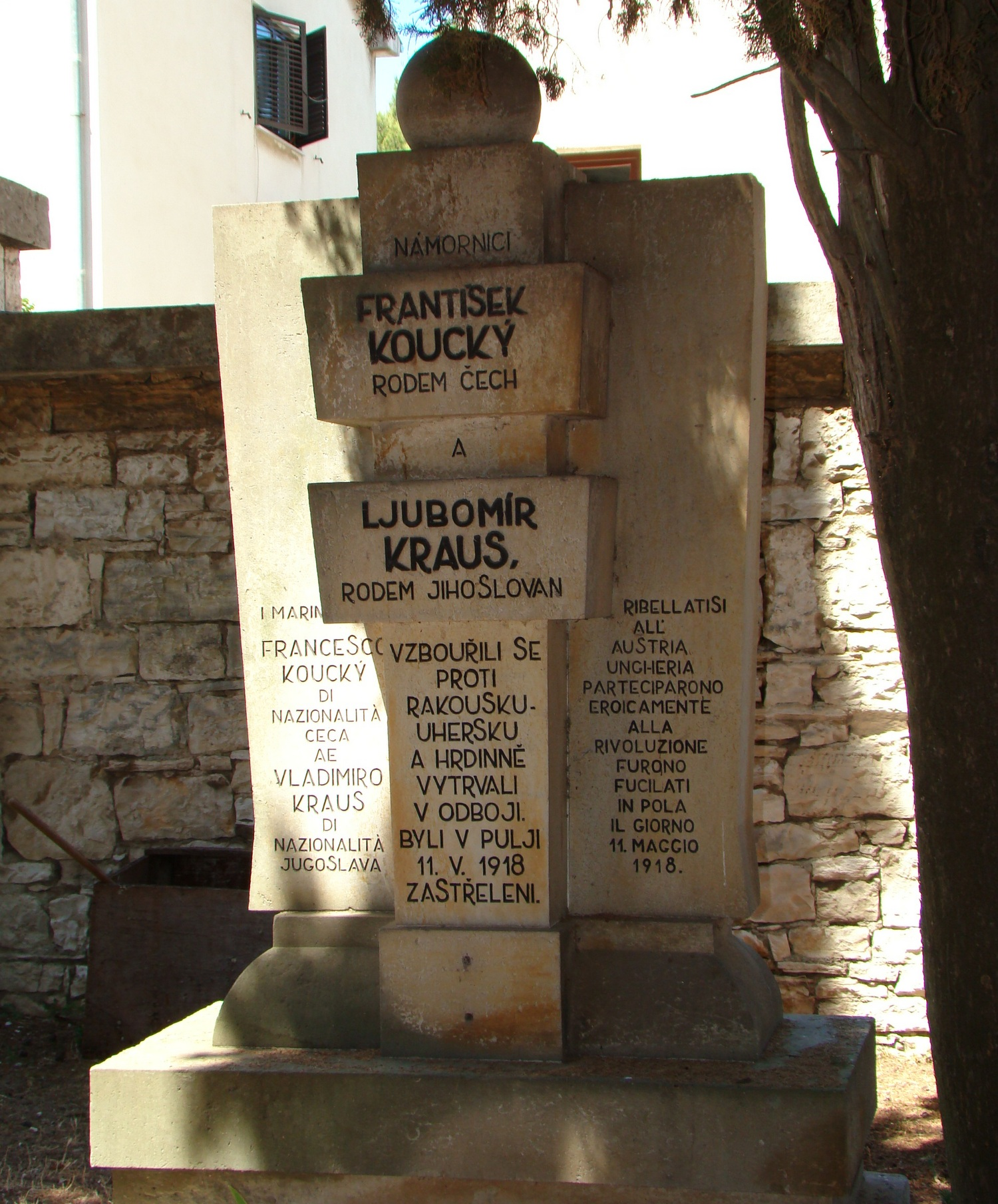
Pomník Kouckého a Krause na vojenském námořním hřbitově v Pule

Letoviska ve městě Pula a okolí zajišťují především během letní sezóny bohatý kulturní program pro turisty[zdroj?]. Ve městě je řada diskoték, diskoteras, klubů, barů, restaurací, vinných sklepů či pivnic. Pořádají se různé přehlídky, plesy a soutěže. Pravidelné kulturní akce se odehrávají v malém římském divadle a v pulském amfiteátru – s kapacitou 22 000 návštěvníků. Pořádají se zde také různé koncerty, operní a divadelní představení. Tradičně se koná i filmový festival (od roku 1961), Mezinárodní festival alternativních divadel Pula, Mezinárodní festival mladých, festival Monte Paradiso se zaměřením na hardcore, punk, ska, reggae a jiné undergroundové styly, festival Istra Etno Jazz věnovaný jazzu, flamencu a salse nebo Biker days s rockovými koncerty a motorkáři z celého světa.
V Pule se nachází několik muzeí. Za Dvojitou branou sídlí Archeologické muzeum Istrie s exponáty z antiky a v ulici Uspon muzeju Historické muzeum Istrie. Augustův chrám patří k nejstarším dochovaným stavbám v Chorvatsku. Má prostory vyhrazeny pro muzeum antické plastiky a pro lapidárium. V podzemních prostorách amfiteátru se nachází Muzeum vinařství a pěstování oliv v Istrii v antice s originálním antickým lisem na olivy. V dřívější rakousko-uherské pevnosti z let 1882–1886 ve Verudele se lze seznámit s živočichy a rostlinami, kterým je domovem Jaderské moře. Akvárium v Pule funguje od roku 2002 a lze se tu seznámit s mořskými živočichy nejen severního a jižního Jadranu, ale i z řek a jezer Evropy a z tropických moří. Návštěvníci se mohou dotknout mořského ježka, želvy, raka nebo hvězdice[zdroj?]. Součástí akvária je Mořské vzdělávací středisko se vzdělávacími programy a přednáškami.
Od roku 1862 se v Pule nachází vojenský hřbitov rakousko-uherského námořnictva K. und k. Marinefriedhof Pola, kde mají pomník mimo jiné také český námořník František Koucký a Chorvat Ljubomir Kraus, kteří zde byli v roce 1918 popraveni za přípravu vzpoury na torpédovce SM Torpedoboot 80T. Později nedaleko vznikl také německý vojenský hřbitov.

## Školství
V Pule sídlí univerzita Jurije Dobrila, která pokrývá vzdělání takřka ve všech oborech přírodních a společenských věd i v oborech uměleckých.

## Samospráva

Složení zastupitelstva Puly v roce 2020

Město Pula má vlastní dvacetipětičlenné zastupitelstvo, které se schází na místní radnici. Zastupitelstvo je voleno přímo v místních volbách na čtyřleté volební období. Od roku 1991 dominuje zastupitelstvu především Istrijské demokratické shromáždění.

## Administrativní dělení
Město se dělí na následující místní části (chorvatsky mjesni odbori)
| Místní část                                  | Rozloha (m²) | Počet obyvatel (2001) | Hustota obyvatelstva (obyv./km²) |
| Aréna                                        | 467687       | 4971                  | 10628,9                          |
| Bussoler (Bussoler)                          | 11070417     | 2376                  | 214.6                            |
| Gregovica (Grega)                            | 1408490      | 2680                  | 1,902,7                          |
| Kaštanjer (Castagner)                        | 688533       | 5166                  | 7502,9                           |
| Monte Zaro                                   | 323720       | 3502                  | 10818                            |
| Monvidal                                     | 349259       | 2044                  | 5,852.4                          |
| Nova Veruda (Nuova Veruda)                   | 1369152      | 2748                  | 2007,1                           |
| Stari Grad (Città Vecchia)                   | 1803570      | 4803                  | 2663,1                           |
| Stoja (Stoia)                                | 2955950      | 1622                  | 548,7                            |
| Sv. Polikarp-Sisplac (San Policarpo-Sisplac) | 794822       | 7776                  | 9783,3                           |
| Šijana (Siana)                               | 3421918      | 6897                  | 2,015,5                          |
| Štinjan (Stignano)                           | 6055036      | 1366                  | 225.6                            |
| Valdebek (Valdibecco)                        | 4715057      | 2226                  | 472,1                            |
| Veli Vrh (Monte Grande)                      | 3,596,220    | 2782                  | 818.6                            |
| Veruda                                       | 1807715      | 5698                  | 3152                             |
| Vidikovac                                    | 1098976      | 5883                  | 5,353.2                          |
|                                              |              |                       |                                  |

## Školství

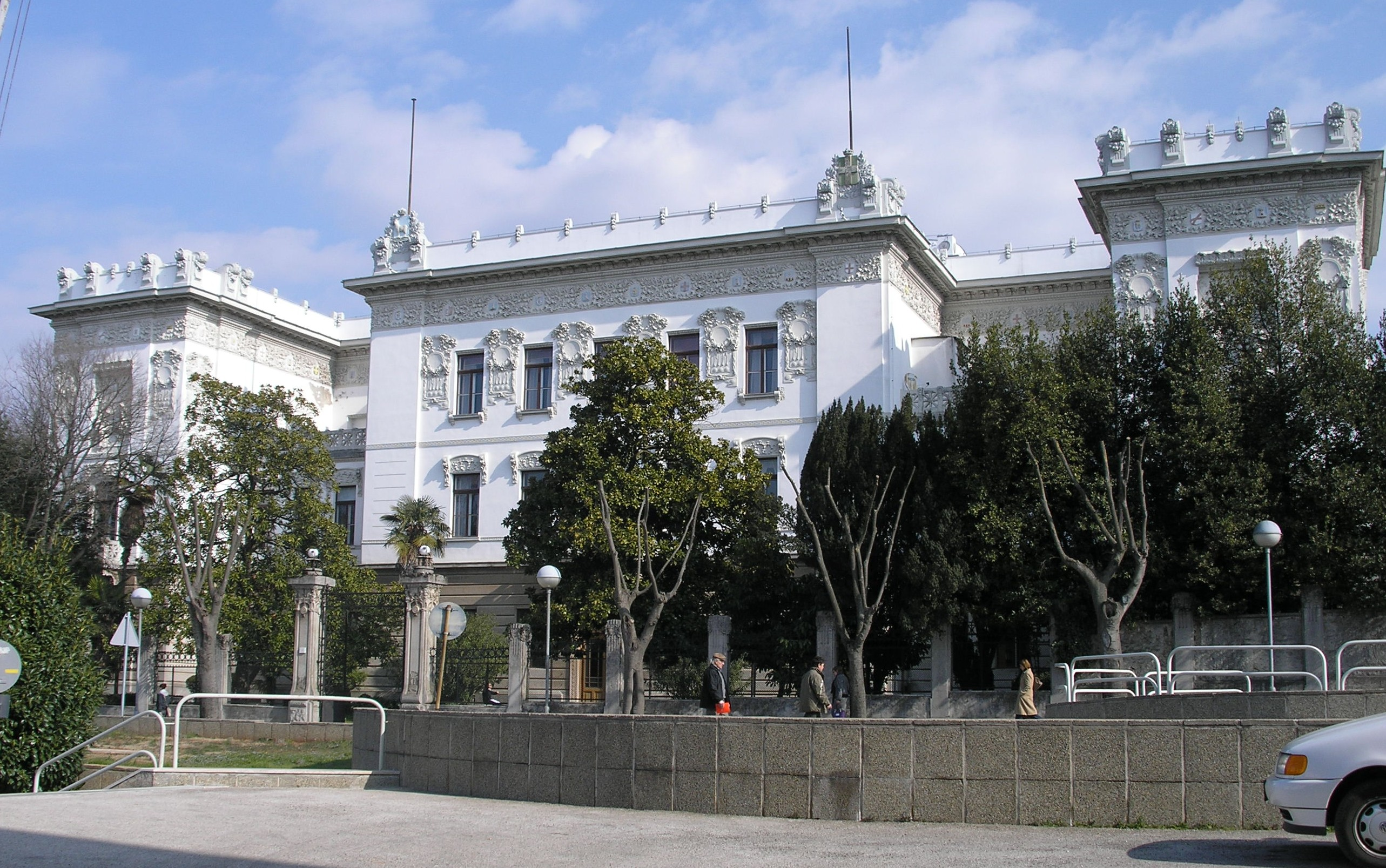
Univerzita Jurila Dobrily v Pule

V Pule se nachází 13 základních škol, 12 středních škol (např. Technická škola), jedna základní a jedna střední z uvedených škol vyučují v italském jazyce. Vysoká škola Jurila Dobrily byla založena v roce 2006 a je soukromá.
V období vlády Rakousko-uherska byla Pula významným centrem astronomického výzkumu. Jako hlavní přístav Předlitavska zde existovala velká potřeba pro studium námořní navigace. Proto byl roku 1871 zde ustanoven Hydrografický ústav při rakousko-uherském námořnictvu. Postavena byla taká observatoř, která mimo jiné objevila 28 planetek.

## Sport
Ve městě působí několik aktivních týmů, klubů a organizací. 
V první chorvatské fotbalové lize působí od roku 1961 tým NK Istra. Mezi další fotbalové týmy ve městě patří NK Istra, NK Pula ICI, NK Veli Vrh a NK Štinjan. Od roku 2000 ve městě působí také Asociace pro podporu amatérského sportu (UPAS).
Od roku 1975 se v Pule koná pravidelný plavecký mini maraton v úseku Fratarský ostrov–Bunarina.
Mezi hlavní sportovní arény v Pule patří stadion Aldo Drosina (postavený v letech 1994–2010) a sportovní hala Mate Parlova (postavena v roce 1978).

## Média a komunikace
V Pule sídlí místní noviny Glas Istre. 
Město má také tři knihovny: městská knihovna a čítárna v Pule jsou největšími veřejnými knihovnami. Kromě hlavní budovy mají i menší pobočky v různých odlehlejších částech Puly. Od roku 1991 existuje v rámci městské knihovny i Ústřední knihovna chorvatských Italů (italsky Servizio bibliotecario centrale per la Comunita 'nazionale italiana in Croazia). Kromě toho existuje univerzitní knihovna v Pule, která je provozována pod záštitou Univerzity Juraje Dobrila, a malá národní knihovna „Petit“ na Starém Městě, která čítá tituly domácí i mezinárodní literatury.

## Partnerská města
- Čabar, Chorvatsko, 1974
- Hekinan, Japonsko, 2007
- Imola, Itálie, 1972
- Kranj, Slovinsko
- Štýrský Hradec, Rakousko, 1972
- Trevír, Německo, 1971
- Varaždín, Chorvatsko, 1979
- Verona, Itálie, 1982

## Osobnosti
- James Joyce (* 1882), irský spisovatel
- Danijel Aleksić (* 1991), srbský fotbalista
- Laura Antonelli (1941–2015), italská herečka
- Giovanni Arpino (1927–1987), italský spisovatel
- David Barišić (* 1997), fotbalista
- Sergio Blažić (1951–1987), rockový zpěvák
- Marko Buvinić (* 1992), házenkář
- Toni Cetinski (* 1969), hudebník, zpěvák a moderátor
- Massimo Demarin (* 1979), závodní cyklista
- Jadranka Đokićová (* 1981), chorvatská herečka
- Bernhard Eyb (1888-1978 Vídeň) malíř, anthroposof
- Sergio Endrigo (1933–2005), italský zpěvák
- Stjepan Hauser (* 1986), violoncellista
- Helena Minić (* 1979), chorvatská herečka
- Tereza Mrdežová (* 1990), tenistka
- Tamara Obrovac (* 1962), jazzová zpěvačka a skladatelka
- Johann Palisa (1848–1925), rakouský astronom narozený v Opavě
- Mate Parlov (1948–2008), olympijský vítěz v lehké těžké váze (box)
- Marijan Perković (* 1989), závodní cyklista
- Herman Potočnik (1892–1929), slovinský inženýr
- Stiven Rivic (* 1985), fotbalista
- Rossana Rossanda (1924–2020), italská politička a novinářka
- Orlando Sain (1912–1995), italský fotbalista
- Antonio Smareglia (1854–1929), hudební skladatel klasické hudby
- Valentino Stepčić (* 1990), fotbalista
- Alida Valliová (1921–2006), italská herečka
- Raimondo Vianello (1922–2010), italský herec
- Alka Vuica (* 1961), skladatelka a zpěvačka